# Annaelle Nyabeu Djapa
Annaelle Nyabeu Djapa (née le 15 septembre 1992 à Yaoundé (Cameroun)) est une athlète française, spécialiste de l'heptathlon.

## Biographie
Elle remporte le concours de l'heptathlon des championnats de France « élite » 2016 à Angers. 

## Palmarès
- Championnats de France d'athlétisme :
  - Vainqueur de l'heptathlon en 2016
  - Médaille de bronze de l'heptathlon en 2019
- Championnats de France d'athlétisme en salle :
  - Vainqueur du pentathlon en 2014, 2015, 2016 et 2020.